# シベ族
シベ族（シベぞく、シベ語：ᠰᡞᠪᡝ 転写：Sibe、中文表記: 锡伯族、拼音: Xībó zú、英文表記: The Xibe,The Sibe）は、中華人民共和国に居住するツングース系の少数民族。
ヌルハチがその支配する土地を満洲と名乗った当時の、女真族の一支族であるシベ（錫伯）部を起源とする人々。シボ族（シボぞく）というカナ表記も広く用いられている。

## 概要

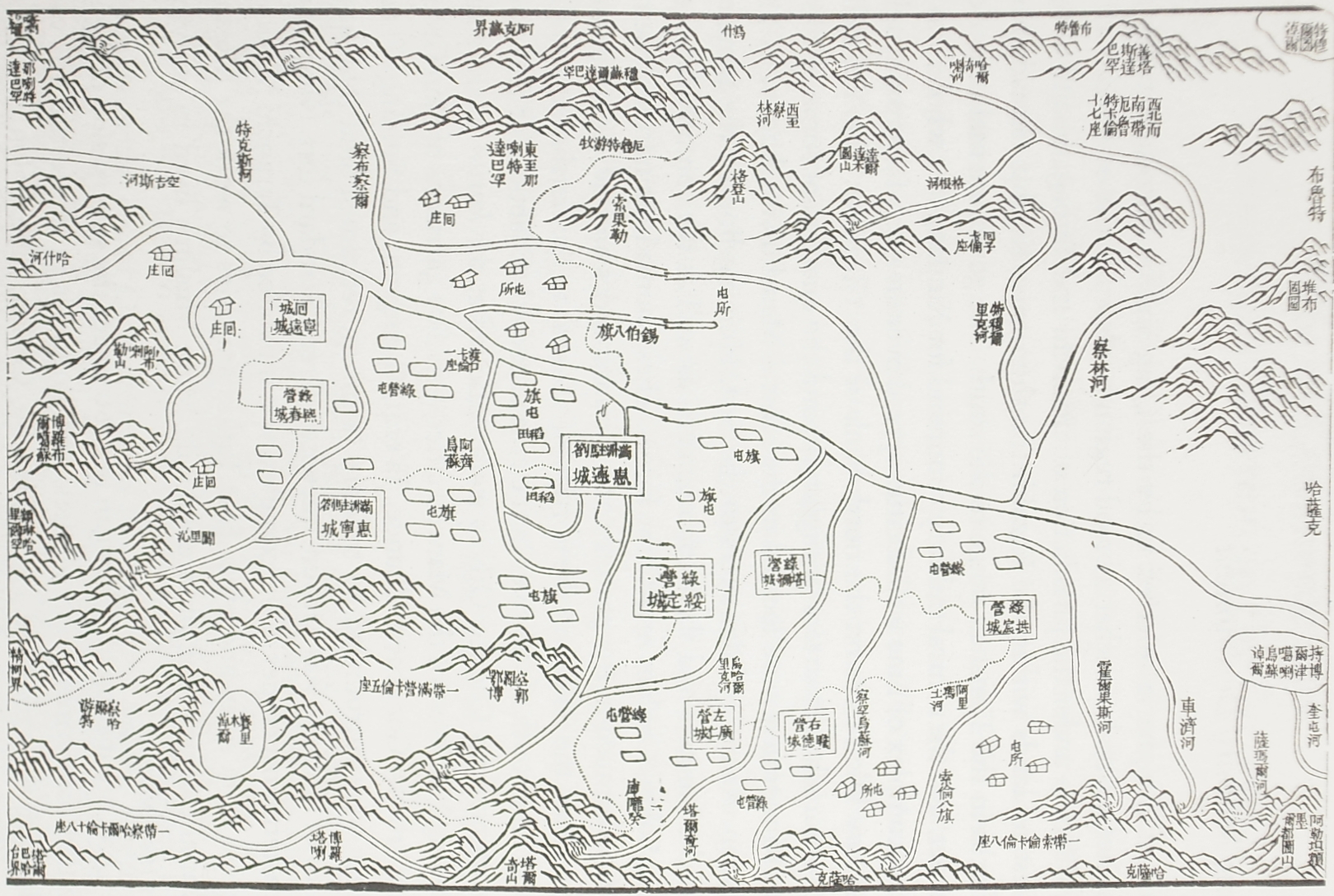
1809年のイリ地区の地図。南を上に描かれている。
----
満洲砦の恵連城からイリ川を隔てた南側に「錫伯八旗（シベ八旗）」が確認できる。現在は、そこにチャプチャル・シベ自治県が置かれている。

もともと内モンゴル自治区北部のフルンボイル市ハイラルにある室韋山を原住地とする女真族の一種である。近代では鮮卑の一支族という主張もあるが、根拠は全くない。
遼寧省の瀋陽、開原、義県、北鎮、新民、鳳城などの他、新疆ウイグル自治区の イリ・ハザク自治州チャプチャル・シベ自治県、及びイリ川流域の霍城県、トックズタラ県にも集中し、その他吉林省の扶余市、前ゴルロス・モンゴル族自治県、北京などにも散在する。

### 自治県
- 新疆ウイグル自治区
  - チャプチャル・シベ自治県

### 民族鎮
- ハルビン市双城区
  - 農豊満族シベ族鎮

### 民族郷
- 扶余市
  - 三駿満族モンゴル族シベ族郷

## 人口
2000年の人口調査ではシベ族人口は188,824人で、中華人民共和国政府が公認する56の民族の中では31番目に多い。

## 言語
満洲に住むシベ族は漢文とモンゴル文を使うが、新疆に住むシベ族はアルタイ語族の満洲語に属するシベ語を話し、満洲文字を改良したシベ文字を使用する。

## 歴史

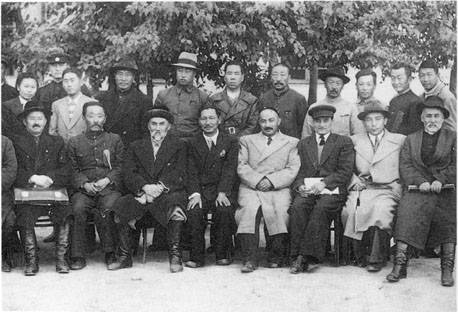
1947年のシベ・ダウール会議

シベ族は女真族の一種であり、満洲に住んでいた。1593年シベ族はヌルハチの満洲軍に征服され、モンゴル八旗や満洲八旗に編入された。
その後、清軍の中国人征服に従軍し、中国各地に駐屯するようになった。とくに1764年の乾隆帝の時代には1016人のシベ族兵士が新疆辺境守備を命じられ、満洲から移住しており、これに家族や親戚数千人も同行した。これが新疆のシベ族の起源である。満洲民族が満洲語を喪失した現在、新疆のシベ族は満洲語を話し、満洲文字を読む数少ない民族となっている。

## 遺伝子
シベ族のY染色体ハプログループはC2が26.8％、O2が26.8%、Nが17.1%である。

## 著名人
- エルグルン（Ergulun、額爾古倫） - 清の軍人。ジャハーンギール・ホージャの乱平定に活躍。
- トン・リーヤー（佟麗婭） - 女優。